# Psychotria stenocalyx
Psychotria stenocalyx är en måreväxtart som beskrevs av Johannes Müller Argoviensis. Psychotria stenocalyx ingår i släktet Psychotria och familjen måreväxter. Inga underarter finns listade i Catalogue of Life.